# Margalida Bover i Vadell
Margalida Bover i Vadell (Felanitx, 1953) és una activista feminista i ecologista, sobretot coneguda per ser la darrera parella de Salvador Puig Antich i darrera víctima catalana del règim franquista. Joan Isaac li dedicà l'any 1976 la cançó "A Margalida".
Margalida era la segona de vuit germanes i quatre germanes. Abans dels disset anys marxà de casa i se n'anà a viure a una comuna a Eivissa. I al cap de pocs se n'anà a viure a Mataró. Puig Antich i Margalida Bover es conegueren a inicis del 1973, i ell fou executat el març de 1974, després de cinc mesos de confinament a la presó Model de Barcelona. Margalida marxà a viure a les Illes Canàries, tornant poc temps a Barcelona i finalment tornant a viure a Mallorca. No reaparegué públicament fins trenta anys després, quan les periodistes Constança Amengual i Francesca Mas estrenaren, el 27 de juliol de 2022 a la Sala Rívoli de Palma, un documental en el marc del Mallorca Atlàntida Film Fest que explicava la seva història, narrant durant quatre mesos la seva personalitat, de forma sincera i impulsiva "amb les seves contradiccions i pors".